# Saxebäcken
Saxebäcken är en bebyggesle i Alingsås kommun i Västra Götalands län. Saxebäcken ligger vid sjön Mjörn omkring 5 km väster om Alingsås centrum. Bebyggelsen utgörs i huvudsak av fritidshus som byggts om till permantbostäder. En stor mängd fynd från det sjönära läget i Saxebäcken visar att platsen var befolkad redan under stenåldern. Området räknas sedan 2015 som en del av tätorten Alingsås, från att tidigare klassats som en småort. 